# Dayang, Chongqing
Dayang (kinesiska: 大阳) är en köping i sydvästra Kina. Den ligger i Yunyang härad i storstadsområdet Chongqing, omkring 290 kilometer nordost om det centrala stadsdistriktet Yuzhong. Antalet invånare är 8602. Befolkningen består av 4 231 kvinnor och 4 371 män. Barn under 15 år utgör 23,0 %, vuxna 15-64 år 62 %, och äldre över 65 år 14,0 %.